# Рюеггісберг
Рюеггісберг (нім. Rüeggisberg) — громада  в Швейцарії в кантоні Берн, адміністративний округ Берн-Міттельланд.

## Географія
Громада розташована на відстані близько 15 км на південь від Берна.
Рюеггісберг має площу 35,8 км², з яких на 4,3% дозволяється будівництво (житлове та будівництво доріг), 64,3% використовуються в сільськогосподарських цілях, 29,5% зайнято лісами, 1,8% не є продуктивними (річки, льодовики або гори).

## Демографія
2019 року в громаді мешкало 1761 особа (-5,4% порівняно з 2010 роком), іноземців було 4,6%. Густота населення становила 49 осіб/км².
За віковим діапазоном населення розподілялося таким чином: 17,2% — особи молодші 20 років, 60,8% — особи у віці 20—64 років, 22% — особи у віці 65 років та старші. Було 801 помешкань (у середньому 2,2 особи в помешканні).
Із загальної кількості 623 працюючих 290 було зайнятих в первинному секторі, 95 — в обробній промисловості, 238 — в галузі послуг.